# Arctornis magnaclava
Arctornis magnaclava är en fjärilsart som beskrevs av Holloway 1999. Arctornis magnaclava ingår i släktet Arctornis och familjen tofsspinnare. Inga underarter finns listade i Catalogue of Life.